# Marienkapelle (Parnetz)

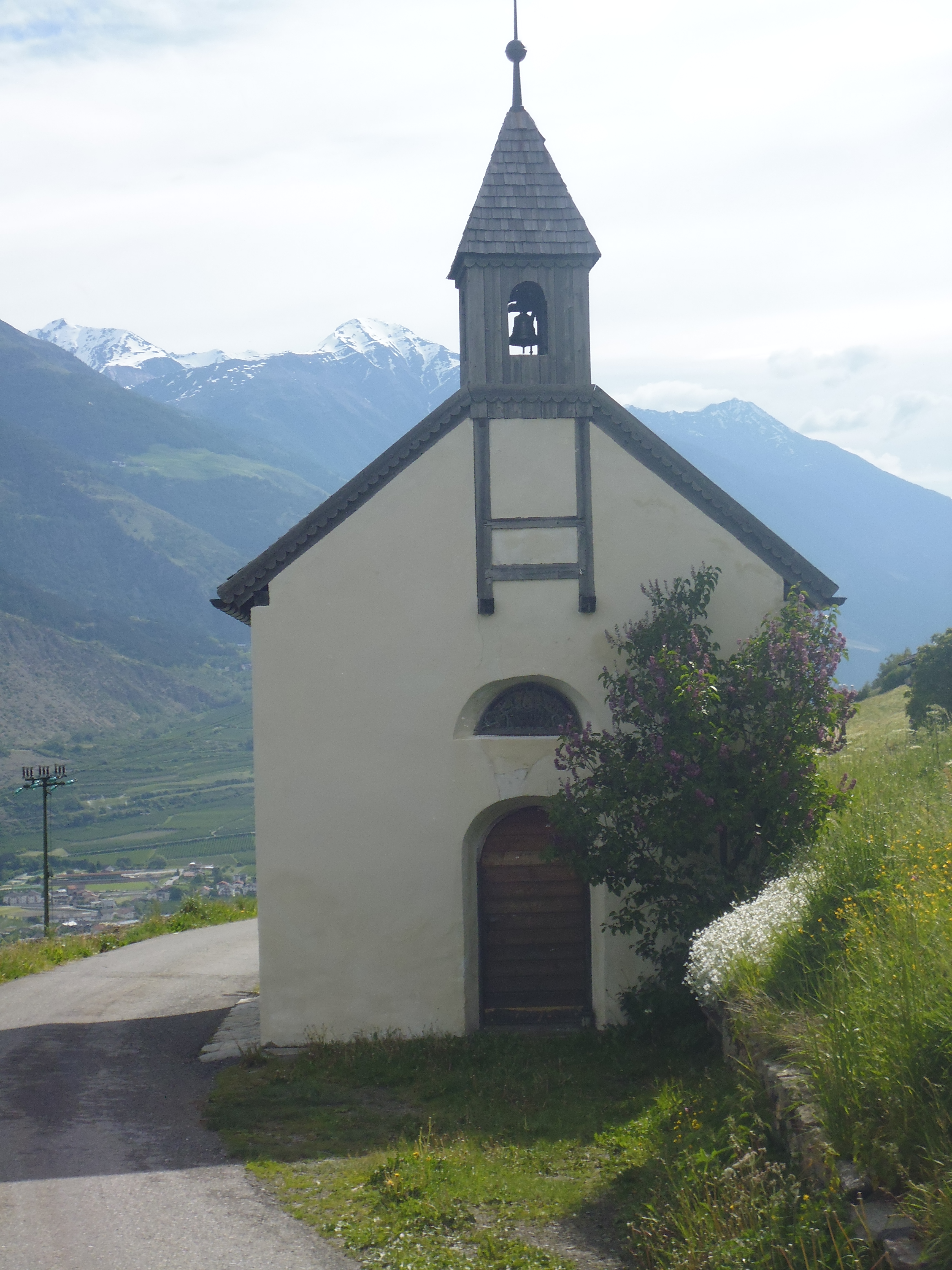
Kapelle in Parnetz

Die Marienkapelle von Parnetz liegt in der Gemeinde Laas (Südtirol) auf 1150 m s.l.m. am Hang des Nördersberges in unmittelbarer Nachbarschaft zum Wittibhof.

## Geschichte
Über den genauen Zeitpunkt der Erbauung ist nichts mehr bekannt. Wahrscheinlich um 1870 beschlossen die Bewohner der umliegenden Höfe, sich, wie mit St. Ulrich bei den Nachbarn in Tarnell bereits vorhanden, ebenfalls ein Gotteshaus zu bauen. Als Besitzer der Kapelle werden alle Höfe des Ortsteils – die beiden Hofinhaber von Gafair, die Höfe Vergold, Wittib, Oberegg und Pintschoar genannt.
Nach der Fertigstellung war die Kapelle lange Jahre nicht geweiht worden und konnte daher nur zu Gebeten benutzt werden.
Erst im Oktober 1919 erbat der Pfarrer Nikolaus Malpaga aus Laas das fürstbischöfliche Ordinariat in Brixen, in der Kapelle die Heilige Messe lesen zu dürfen.
Pfarrer Malpaga schreibt:

„28. Oktober 1919.
 Seit mehr als 40 Jahren steht in dem Bergweiler Parnetz, Pfarre Laas, ein anständiges Kapellchen mit ungefähr 25-30 m² Fläche, welches unter Hochw. Pfarrer Ortner gebaut (oder hergerichtet) worden war, damit sich die Parnetzer an den Sonntagnachmittagen, wie auch in der Fasten- und Maienzeit zum Gebete einfinden sollten. Darin steht ein Altar mit einem Altarbild (Ölgemälde) die Krönung Mariä darstellend. Die Mensa muss freilich um etwa 20 cm erhöht werden. Zwei Bogenfenster lassen hinreichend Licht in den Raum, welcher mit Bretterboden und Mauergewölbe versehen ist. Die Tür besteht aus Lärchenstock und ein Flügel. Seit zwei Jahren haben die Parnetzer eine eigene Notschule in nächster Nähe der Kapelle und haben mich gebeten, es möge die Erlaubnis in der Kapelle die hl Messe zu lesen von Seiten des Ordinariats erwirkt werden. Die Utensilien zum Messe lesen wird der gewesene Feldkurat Johann Josef Ortler, jetzt Frühmesser in Schluderns bestellen. Im Namen der Parnetzer und um denselben hie und da das Anhören einer Mese an den Werktagen zu ermöglichen ersuche ich das hochw. fürstl Ordinariat um die Vollmacht die Kapelle zu benedizieren und die Erlaubnis darin das hl. Messopfer darzubringen.
 Nikolaus Malpaga“

Dem Ansuchen wurde stattgegeben und nach Beschaffung der sakralen Utensilien wurde an manchen Werktagen hier die Messe gelesen. Die Sonntagsgottesdienste fanden jedoch nach wie vor in Laas statt. Dies wurde bis in die Zeit kurz vor dem Zweiten Weltkrieg aufrechterhalten, dann plötzlich nicht mehr. Die Gründe dafür sind nicht mehr herauszufinden. Die Kirche wurde geräumt und geschlossen. Bis 1964 diente sie noch als Bethaus bei Todesfällen, dann wurde sie endgültig aufgegeben und als Holzschuppen verwendet.

## Restaurierung
In den 1980er Jahren erinnerten sich die Parnetzer der Kapelle und er einstigen Bedeutung für ihre Vorfahren und es wurden Überlegungen angestellt, das Bauwerk wieder herzurichten und wieder seiner ursprünglichen Bestimmung zuzuführen. Mit Unterstützung des Denkmalamtes und der Gemeinde Laas wurden die 1984 die Arbeiten mit tatkräftiger Unterstützung durch die Parnetzer aufgenommen und waren 1986 beendet.
Man hatte die bergseitig vorgesetzte Stützmauer saniert. Die Festigungs- und Ausbesserungsarbeiten waren fachgerecht mit Kalkmörtel durchgeführt worden, der Dachstuhl wurde repariert und das Dach mit dem hölzernen Dachreiter mit Schindeln neu gedeckt. Das Gewölbe wurde durch eine flache Holzdecke ersetzt und der marode Fußboden erneuert.

## Bauwerk
Die Kapelle steht in Ost-West-Richtung, wobei sich der spitzhelmige Dachreiter mit der kleinen Glocke über dem westlichen Giebel befindet. Über der Eingangstür gibt es eine Lünette. In der nördlichen und der südlichen Wand sind je ein Rundbogenfenster eingelassen. Der Altarrahmen besteht aus Säulen und gesprengtem Giebel und ist der Überrest eines Altars aus dem 17. Jahrhundert. Den Wandschmuck bilden Kreuzwegstationen, bei denen es sich um kolorierte Schabblätter aus dem späten 18. Jahrhundert handelt. Dazu kommt ein Öldruck, Maria Tempelgang darstellend. Anlässlich der Restaurierung stiftete Michl Hellrigl vom Pintschoarhof einen Volksaltar. Da nicht mehr genau bestimmt werden konnte, wer als Patrozinium eingesetzt worden war, es aber einen Hinweis auf ein abgegangenes Altarbild mit der Krönung Mariens gibt, beschloss man es so zu akzeptieren und brachte als Altarbild ein altes Bild aus dem „Bruggkirchl“ an. Es stellt Maria mit dem Kind, Johannes den Täufer und den hl. Antonius dar. Die kleine Glocke im Dachreiter wiegt 24 Kilogramm, erklingt im E-Ton und trägt die Inschrift:

„Gegossen von Joh. Grasmair in Wilten-Innsbruck 1877“

Auf den Reliefs befinden sich mehrere Heilige und Verzierungen.
Bedingt durch die besonderen Umstände wird der Kirchtag an Maria Himmelfahrt begangen.